# كاثلين ماير
كاثلين ماير (بالإنجليزية: Kathleen Meyer)‏ هي كاتبة علم أمريكية، ولدت في 7 ديسمبر 1942 في مانهاتن في الولايات المتحدة.